# Wakijów
Wakijów – wieś w Polsce położona w województwie lubelskim, w powiecie tomaszowskim, w gminie Tyszowce.
| SIMC    | Nazwa       | Rodzaj    |
| ------- | ----------- | --------- |
| 0903742 | Czermieniec | część wsi |
| 0903759 | Pod Polami  | część wsi |
| 0903765 | Wygon       | część wsi |

W latach 1975–1998 miejscowość administracyjnie należała do województwa zamojskiego.
Wieś jest sołectwem w gminie Tyszowce. Według Narodowego Spisu Powszechnego z roku 2011 wieś liczyła 200 mieszkańców.
Wierni Kościoła rzymskokatolickiego należą do parafii św. Michała Archanioła w Perespie. W Wakijowie znajdowała się cerkiew unicka, po likwidacji unickiej diecezji chełmskiej – prawosławna, w dwudziestoleciu międzywojennym siedziba prawosławnej parafii nieetatowej. W 1938 zburzona w ramach akcji rewindykacyjnej. Ponadto w miejscowości znajduje się kościół filialny  bł. Rafała Kalinowskiego, położony na terenie dawnego cmentarza prawosławnego, dzisiaj katolickiego.